# Chet Walker
Chester "Chet" Walker (ur. 22 lutego 1940 w Bethlehem, zm. 8 czerwca 2024 w Long Beach), amerykański koszykarz, niski skrzydłowy, mistrz NBA, wielokrotny uczestnik spotkań gwiazd, członek koszykarskiej galerii sław.
Mierzący 200 cm wzrostu koszykarz studiował na Bradley University. Do NBA został wybrany z 12 numerem w drafcie w 1962 przez Syracuse Nationals i w tej organizacji – od 1963 funkcjonującej jako Philadelphia 76ers – grał do 1969. W 1967 był częścią zespołu, który przełamał długoletnią dominację Boston Celtics i zdobył tytuł mistrzowski. W 1969 został zawodnikiem Chicago Bulls. W NBA spędził 13 lat, zdobywając łącznie 18 831 punktów. Karierę zakończył w 1975. Siedem razy był wybierany do meczu gwiazd NBA.

## Osiągnięcia
NCAA
- Mistrz sezonu zasadniczego konferencji Missouri Valley (MVC – 1962)
- Wybrany do I składu:
  - All-American (1961, 1962)[3]
  - MVC (1960–1962)

NBA
- Mistrz NBA (1967)[4]
- 7-krotny uczestnik meczu gwiazd NBA (1964, 1966–67, 1970–71, 1973–74)[5]
- Wybrany do:
  - I składu debiutantów NBA (1963)[6]
  - Koszykarskiej Galerii Sław (Naismith Memorial Basketball Hall Of Fame – 2012)[7]
- Lider:
  - sezonu regularnego w skuteczności rzutów wolnych (1971)[8]
  - play-off w skuteczności rzutów z gry (1963)[9]